# Enfantillages 4
Albums de Aldebert
Enfantillages, les 10 ans
Enfantillages 4 est le treizième album d'Aldebert, sorti le 27 août 2021.
À la suite de la publication de l'album, Aldebert effectue une tournée en France avec de très nombreux concerts organisés dans des théâtres et de grandes salles en 2022 et 2023.

## Liste des pistes
1. Le Grand Voyage avec Charlie Aldebert, Camille Berthollet et Julie Berthollet
2. Tout simplement avec Jérémy Frérot
3. Écrans, rendez-nous nos parents ! avec Thomas Dutronc
4. L'Arnaque avec Oxmo Puccino et Youssou N'Dour
5. La Danse avec Jeanne Cherhal et Gramoun Sello
6. Double Papa avec Calogero
7. Mytho-man avec Guillaume Meurice et Raphaël Mezrahi
8. Emmène-moi avec Yannick Noah
9. Les Petites Pierres avec Alain Souchon, Ours et Pierre Souchon
10. Assis soient-ils avec Peter Garrett
11. Le Monstre avec Alain Dorval
12. Western spaghetti avec Greg Zlap
13. Paparfait
14. Alien avec Arthur Teboul